# Оуен Харгрийвс
Оуен Лий Харгрийвс (на английски: Owen Lee Hargreaves) e бивш английски футболист роден на 20 януари 1981 г. в Калгари, Канада. Той започва своята футболна кариера в немския гранд Байерн Мюнхен при които играе 8 години - от 1999 до 2007 и вкарва 5 гола в 145 мача. На 31 май 2007 г. той подписва с английския шампион Манчестър Юнайтед за 17 милиона евро. Той прави своя дебют в приятелски мач срещу ФК Питърбъро на 4 август.

## Кариера
Роден в Канада, английският национал впечатли всички през последната година. По време на Световното първенство, един вестник написа, че той е цел номер 1 за Сър Алекс, който би платил 7 милиона паунда, за да го има. Неговата трансферна цена беше близо даже до 17 милиона паунда, когато трансферните преговори започнаха и Харгрийвс стана един от най-скъпите халфове в света.
Роден и израснал в Калгари, Канада, където родителите му се преместили в началото на 80-те, Оуен на 16-годишна възраст се отправя към Германия, за да се присъедини към Байерн Мюнхен.
След като привлича вниманието с изявите си с младежите, 19-годишният Харгрийвс прави сериозна крачка към първия отбор през август 2000, когато Байерн имаха страхотен сезон, спечелвайки Бундеслигата и Шампионската лига. В полуфинала с Реал Мадрид Харгрийвс показа какво може срещу невероятните „галактикос“ на мадридчани и стана един от общо двамата английски футболисти които са печелили Европейска Купа с неанглийски клубове – другият е Стийв МакМанамън.
Следващият сезон Харгрийвс се установи като неизменна и ключова фигура в титулярния състав на Байерн и засвидетелства пробива си на международната сцена. След силните му изяви в младежкия национален отбор на Англия, той е повикан в първия тим през 2001 г.
Първоначално просто част от отбора, на Световното първенство в Германия Харгрийвс успя да демонстрира своите истински качества и да стане ключов играч в отбора. Всъщност, той не започна много добре в първия мач на откриването на турнира, но впоследствие бе избран за Играч на Мача на четвъртфинала срещу Португалия, и беше избран за Английски Футболист на Годината през януари 2007.
Харгрийвс няма да допринесе за Юнайтед само с разнообразието в средата на терена и атаката, със своя решителен, енергичен и ентусиазиран стил – 28-годишният футболист притежава също и огромен опит. Европейски шампион от 2001 и четирикратен шампион в Германия с Байерн, Харгрийвс има опит и в две Световни първенства и Европейските първенства с Англия. Партньорството с Пол Скоулс и Майкъл Карик – или и двамата – дава добър баланс и спокойствие на Юнайтед в средата на терена.
След като страдаше от контузия в началото на сезона 2007/08, във втората част от първенството Харгрийвс изигра много важна роля в центъра полузащитата на Юнайтед, а понякога дори и като дясно крило. Дебютният му сезон с екипа на „червените дяволи“ се оказа изключително успешен за Оуен. Той спечели титлата в Англия и Шампионската лига в Москва, като отбеляза една изключително важна дузпа във финала срещу Челси.
Контузиите обаче не спряха да преследват Харгрийвс и травмата в коляното, която бе получи преди отново се обади и се наложи англичанинът да бъде опериран на двата пъти в САЩ. Така той изигра само три мача от сезон 2008/09.
На 21 май 2011 г. мениджърът на Юнайтед Сър Алекс Фъргюсън официално обявява краят на кариерата на Харгрийвс в отбора.
На 30 август същата година е обявено преминаването на Харгрийвс в градския съперник на Юнайтед - Манчестър Сити, но след само 4 изиграни мача на 27 април 2012 е обявено, че играчът ще напусне „гражданите“ след края на сезона.